# ایرشنریت
ایرشنریت (به آلمانی: Irchenrieth) یک شهر در آلمان است که در Neustadt an der Waldnaab واقع شده‌است. ایرشنریت ۱٬۱۶۸ نفر جمعیت دارد.